# Сейлер, Жак
Жак Сейлер (фр. Jacques Ceiler; 16 марта 1928, Париж — 1 апреля 2004, там же) — французский актёр и театральный режиссёр.

## Биография
Родился 16 марта 1928 года в Париже.
В 1957 году дебютировал в кино, сыграв в фильме «Дамы предпочитают мамбо».
В 1970 году основал свою собственную компанию.
Как актёр, много снимался в 1960—1970-е годы; в основном, благодаря своей внешности, в ролях злодеев и комедийных отрицательных персонажей. Получил известность благодаря роли Сержанта в фильмах «Безумные новобранцы», «Сумасшедшие на стадионе» и «Новобранцы идут на войну», а также роли графа Рошфора в фильмах «Четыре мушкетёра» и «Четверо против кардинала».
В качестве театрального режиссёра осуществил в 1980 году постановку знаменитых «Упражнений в стиле» Раймона Кено.
Помимо своей художественной деятельности Сейлер был любителем дайвинга.
Умер 1 апреля 2004 года в Париже от рака.

## Фильмография
- 1957 — Дамы предпочитают мамбо
- 1957 — Седьмое небо — священник
- 1958 — Головой об стену
- 1958 — Привет вам от гориллы
- 1958 — Собака, мышь и спутник
- 1960 — Атаман
- 1960 — Как же так!
- 1960 — Три сестры — Солёный
- 1961 — Тайны Бургундского двора — глашатай
- 1961 — Три мушкетёра — Гримо
- 1962 — Парижские тайны
- 1962 — Шевалье де Пардайан
- 1963 — Драже с перцем
- 1963 — Порок и добродетель
- 1964 — Гибралтар
- 1965 — Мажордом
- 1965 — Счастливчики — эпизод (нет в титрах)
- 1966 — Чаппакуа
- 1967 — Видок
- 1967 — Ночь генералов — эпизод (нет в титрах)
- 1968 — Под знаком Монте-Карло
- 1969 — Эротиссимо — эпизод (нет в титрах)
- 1969 — Юдифь
- 1970 — Кровавая роза — полицейский
- 1971 — Безумные новобранцы — Сержант Беллек
- 1972 — Сумасшедшие на стадионе — тренер сборной
- 1974 — Четыре мушкетёра — граф де Рошфор
- 1974 — Новобранцы идут на войну — Сержант Беллек
- 1974 — Четверо против кардинала — граф де Рошфор
- 1975 — Игра с огнём
- 1978 — Лулу
- 1991 — Мечтать не вредно — частный детектив Верлинден
- 1991 — Спасибо, жизнь
- 1998 — Я бы не хотел умереть в воскресенье
- 1999 — Бальзак
- 2001 — Реквием